# Giwat Oz
Giwat Oz (hebr. גבעת עוז; ang. Giv'at Oz; pol. Silne Wzgórze) – kibuc położony w Samorządzie Regionu Megiddo, w Dystrykcie Północnym, w Izraelu. Członek Ruchu Kibuców (Ha-Tenu’a ha-Kibbucit).

## Położenie
Kibuc jest położony na wysokości od 100 do 125 metrów n.p.m. na zachodniej krawędzi Doliny Jezreel, na północy Izraela. Leży ona na północno-wschodnich zboczach wzgórz, które zamykają od południa Wadi Ara. Okoliczny teren opada w kierunku północno-wschodnim do Doliny Jezreel. Wzgórza są zalesione, natomiast dolina stanowi płaski intensywnie eksploatowany rolniczo teren. Przez środek kibuc przepływa strumień Susa. Natomiast na północ od osady przepływa strumień Ba'ana, a na południu strumień Rimonim. W otoczeniu kibucu Giwat Oz znajduje się miejscowość Ma’ale Iron, kibuc Megiddo, oraz moszawy Ha-Jogew i Mele’a. Na północy jest port lotniczy Megiddo, a na południowym wschodzie baza wojskowa Salem. W odległości 1 km na południowy wschód od kibucu przebiega mur bezpieczeństwa, oddzielający terytorium Autonomii Palestyńskiej od Izraela. Po stronie palestyńskiej jest wioska Zububa.
Giwat Oz jest położony w Samorządzie Regionu Megiddo, w Poddystrykcie Jezreel, w Dystrykcie Północnym Izraela.

## Historia
Na początku XX wieku rozpoczęło się osadnictwo żydowskie w Palestynie. Realizując plany Światowej Organizacji Syjonistycznej, różne żydowskie organizacje syjonistyczne od 1910 roku wykupywały grunty w Dolinie Jezreel. W wyniku I wojny światowej w 1918 roku cała Palestyna przeszła pod panowanie Brytyjczyków, którzy w 1922 roku formalnie utworzyli na tym obszarze Mandat Palestyny. Umożliwiło to w kolejnych latach dalszy rozwój osadnictwa żydowskiego, jednak utworzenie nowej osady rolniczej w pobliżu Wadi Ara było utrudnione przez bliskość licznych społeczności arabskich. W poszukiwaniu skutecznego rozwiązania narastającego konfliktu izraelsko-arabskiego w dniu 29 listopada 1947 roku została przyjęta Rezolucja Zgromadzenia Ogólnego ONZ nr 181. Zakładała ona między innymi, że obszar ten miał znaleźć się w granicach nowo utworzonego państwa żydowskiego. Arabowie odrzucili tę Rezolucję i dzień później doprowadzili do wybuchu wojny domowej w Mandacie Palestyny. Na samym jej początku siły Arabskiej Armii Wyzwoleńczej zajęły pobliskie wioski i sparaliżowały żydowską komunikację w całym regionie. Dopiero działania izraelskiej armii podjęte na początku I wojny izraelsko-arabskiej zabezpieczyły Dolinę Jezreel, stwarzając warunki do dalszego rozwoju tutejszych osiedli. W takich okolicznościach w 1949 roku powstał kibuc Giwat Oz.
Grupa założycielska kibucu zawiązała się jeszcze przed 1948 rokiem. W jej skład weszli żydowscy imigranci z Węgier, którzy przeszli tragedię Holocaustu. Byli oni związani z młodzieżowym ruchem syjonistycznym Ha-Szomer Ha-Cair. Po przybycie do Mandatu Palestyny zamieszkali w kibucach Sza’ar ha-Golan i Ha-Zore’a, gdzie przeszli szkolenie rolnicze oraz zdobyli potrzebne doświadczenie. Po zakończeniu I wojny izraelsko-arabskiej, w 1949 roku założyli swój własny kibuc. Był on położony w bezpośrednim sąsiedztwie linii zawieszenia broni z Jordanią, w otoczeniu licznych arabskich wiosek w Wadi Ara. Nazwa kibucu Giwat Oz (pol. Silne Wzgórze) nawiązywała do pewnej historii z okresu wojny - oddział Hagany został wysłany w ten rejon z zadaniem wysadzenia mostu. Po podłożeniu ładunków wybuchowych, dowódca odesłał swoich żołnierzy, ale bomba z jakiś powodów nie wybuchła. Porucznik Amos dokończył działa samodzielnie, oddając jednak przy tym własne życie. Wysadzenie mostu zamknęło drogę natarcia arabskim wojskom. W ten sposób upamiętniono bohaterstwo porucznika Amosa.
W pierwszych latach mieszkańcy kibucu borykali się z dużymi trudnościami braku wody. Dostarczano ją w cysternach z pobliskiego miasta Afula. Dopiero w 1953 roku zrobiono odwierty, zapewniając osadzie wodę pitną. Umożliwiło to budowę wodociągu, oraz rozwój rolnictwa i hodowlę bydła. W 1959 i 1963 roku do kibucu dołączyła grupa imigrantów z Brazylii, a następnie z Argentyny. Na początku XXI wieku kibuc przeszedł częściową prywatyzację.

## Demografia
Większość mieszkańców kibucu jest Żydami, jednak nie wszyscy identyfikują się z judaizmem. Tutejsza populacja jest świecka:

## Gospodarka i infrastruktura
Gospodarka kibucu opiera się na intensywnym rolnictwie. Uprawy rolne rozciągają się na około 6000 hektarach (ciecierzyca, słonecznik, kukurydza, groch, pszenica, cebula, czosnek, melony i arbuzy). Plantacja migdałowców zajmuje 800 akrów i przynosi około 70 ton migdałów rocznie. Dodatkowo jest tutaj farma drobiu i hodowla bydła mlecznego. Stodoła liczy około 600 krów, które produkują około 6,5 mln litrów mleka rocznie. Zakład Sandry Cakes powstał jako mała piekarnia, ale z biegiem lat rozrósł się w dużą fabrykę produkującą dziesiątki ciast i ciasteczek. Spółka Aromor Flavors and Fragrances jest niewielkim zakładem chemicznym produkującym aromaty zapachowe i smakowe. W kibucu znajduje się przychodnia zdrowia z kliniką stomatologiczną, sklep wielobranżowy, stacja benzynowa i warsztat mechaniczny.

## Transport
Z kibucu wyjeżdża się na wschód na drogę nr 66, którą jadąc na południowy wschód dojeżdża się do skrzyżowania z drogą prowadzącą na zachód do miejscowości Ma'ale Iron, lub jadąc dalej na południowy wschód do przejścia granicznego Salem z Autonomią Palestyńską. Natomiast jadąc drogą nr 66 na północny zachód dojeżdża się do skrzyżowania z drogą ekspresową nr 65 przy więzieniu Megiddo.

## Edukacja i kultura
Kibuc utrzymuje przedszkole. Starsze dzieci są dowożone do szkoły podstawowej w kibucu Ha-Zore’a lub szkoły średniej w kibucu En ha-Szofet. W kibucu jest ośrodek kultury z biblioteką, basen kąpielowy oraz boisko do piłki nożnej.